# Liste von Malern in der DDR
Die Liste erfasst Maler, Grafiker, Gebrauchsgrafiker, Zeichenkünstler und Typografen. Spezialisierungen oder wesentliche Tätigkeit des Künstlers in weiteren Gattungen der Kunst können als Ergänzung angefügt werden. Die Liste ist unvollständig und muss ergänzt werden.

## A
- Siegfried Adam (1943–2012)
- Jürgen Adler (1941–1995)
- Karl-Heinz Adler (1927–2018), Konzeptkunst
- Leonore Adler (* 1953)
- Maria Adler-Krafft (1924–2019)
- Alfred Ahner (1890–1973)
- Elisabeth Ahnert (1885–1966)
- Ernst Oscar Albrecht (1895–1953)
- Horst Alisch (1925–2020), insbes. Comics
- Alexander Alfs (1924–2010), insbes. Illustrator
- Gerhard Altenbourg (1926–1989)
- Wolfgang Altenburger (1931–2008), insbes. Comics
- Ruth Altmann (* 1930), insbes. Gebrauchsgrafik
- Carl Amann (1908–1971), insbes. Gebrauchsgrafik
- Rolf Andiel (1927–1992)
- Charlotte Anger (1875–1957)
- Anna Elisabeth Angermann (1883–1985)
- August Anhalt (1899–1975)
- Hans Georg Anniès (1930–2006), auch Plastiker
- Karl-Heinz Appelmann (* 1939), insbes. Gebrauchsgrafiker und Illustrator
- Gerhardt Arlt (1910–1992)
- Klaus Arndt (1932–1990), Pressezeichner und Karikaturist
- Gudrun Arnold (* 1940)
- Ingo Arnold (1931–2023)
- Sigrid Artes (1933–2016), auch Restauratorin
- Herbert Aschmann (1913–1975), auch Bühnenbildner
- Jochen Aue (1937–2007)
- Gerhard Augst (1908–1997)
- Herbert Augustin (1928–2008)
- Rudolf Austen (1931–2003)

## B
- Eberhard Bachmann (1924–2008), auch Bildhauer
- Christel Bachmann (* 1946)
- Horst Bachmann (1927–2007)
- Wilhelm Bachmann (1904–1972)
- Annemarie Balden-Wolff (1911–1970)
- Lotte Ballarin (1919–2016)
- Hans Baltzer (1900–1972), Gebrauchsgrafiker und Illustrator
- Jochen Baltzer (* 3. Juni 1937), Gebrauchsgrafiker
- Gottfried Bammes (1920–2007)
- Ursula Bankroth (* 1941)
- Julius Barheine (1897–1976)
- Hans-Dieter Bartel (* 1937)
- Otto Bartels (1874–1958)
- Horst Bartnig (1936–2025)
- Wolfgang Barton (1932–2012)
- Horst Bartsch (1926–1989)
- Erhart Bauch (1921–1991), Gebrauchsgrafiker und Illustrator
- Annemirl Bauer (1939–1989)
- Harald Bauer (1938–2013), insbes. auch Assemblagen und Keramik
- Kurt Bauer (1903–1993)
- Peter Bauer (* 1951), insbes. Gebrauchsgrafiker, Karikaturist
- Tina Bauer-Pezellen (1897–1979)
- Eberhard Baumann (1930–2013)
- Ali Kurt Baumgarten (1914–2009)
- Georg Baus (1898–1971), Gebrauchsgrafiker und Buchkünstler
- Bernd Bauschke (1889–1973)
- Fritz Baust (1912–1982)
- Rudolf Bax (1906–1986)
- Rudolf Bechstein (1897–1961), auch Fotograf
- Edmund Bechtle (* 1947)
- Uwe Beckmann (1941–2019)
- Elly Beetz (1900–1951)
- Heinz Behling (1920–2003), insbes. Karikaturist
- Falko Behrendt (* 1951)
- Hans Joachim Behrendt (* 1937), insbes. Illustrator
- Herbert Behrens-Hangeler (1898–1981)
- Dieter Beirich (1935–2017)
- Karl Bellmann (1887–1976), eigentlich Architekt
- Erhard Bellot (* 1939), Grafikdesigner und Typograf
- Axel Bengs (1825–1988), Gebrauchsgrafik
- Gerhard Benzig (1903–1974)
- Henryk Berg (1927–1995), insbes. Karikaturist
- Rudolf Bergander (1909–1970)
- Herbert Bergmann-Hannak (1921–2013)
- Bruno Bernitz (1915–1987)
- Johannes Berthold (1898–1987)
- Otto Bertl (1904–1978)
- Axel Bertram (1936–2019), Gebrauchsgrafik
- Lis Bertram-Ehmsen (1897–1986)
- Hanspeter Bethke (1935–2018), auch Restaurator und Gartenkünstler
- Paul Betyna (1887–1967)
- Bruno Beye (1895–1976)
- Frank Norbert Beyer (* 1939), insbes. Cartoonist
- Hans Betcke (1919–1992)
- Johannes Beutner (1890–1960)
- Ullrich Bewersdorff (1920–2008)
- Max-Karl Beyer (1899–1964), insbes. Gebrauchsgrafik
- Tom Beyer (1907–1981)
- Wolfgang E. Biedermann (1940–2008)
- Werner Bielohlawek (1936–2004)
- Günter Billig (1924–1977), insbesondere Typograf
- Harry Billig (1914–2008 oder 2009)
- Eberhard Binder (1924–1998), insbesondere Illustrator
- Elfriede Binder (* 1927), insbesondere Illustratorin
- Karl Heinz Birkner (1919–1995), insbesondere Illustrator
- Richard Birnstengel (1881–1968)
- Linde Bischof (* 1945)
- Gerhard Bläser (1933–2009), insbes. Gebrauchsgrafiker
- Richard Blankenburg (1891–1955)
- Friedrich Wilhelm Blaschke (1920–2006)
- Hubertus Blase (1939–2023)
- Günther Blechschmidt (1891–1971)
- Günter Blendinger (* 1945)
- Barbara Blüher (1943–2012), auch Gebrauchsgrafikerin
- Harry Blume (1924–1992)
- Christel Blume-Benzler (1925–2021)
- Marianne Boblenz (1978–1960)
- Dieter Bock von Lennep (1946–2020)
- Albrecht von Bodecker (* 1932), insbesondere Illustrator, Hochschullehrer
- Walter Bodenthal (1892–1988)
- Heinz Böhm (1907–1988)
- Gerd Böhme (1901–1972)
- Hildegard Böhme (1907–1993)
- Hilde Böhme-Burkhardt (1915–1963)
- Gerlinde Böhnisch-Metzmacher (* 1936)
- Irene Bösch (* 1940)
- Agathe Böttcher (* 1929), auch Textilgestalterin
- Manfred Böttcher (1933–2001)
- Manfred Richard Böttcher (1939–2008)
- Wolfgang Böttcher (* 1948)
- Eckhard Böttger (1954–2010)
- Manfred Bofinger (1941–2006), insbes. Karikaturist
- Friderun Bondzin (1929–2022)
- Gerhard Bondzin (1930–2014)
- Ludwig Bonitz (1936–2007), Gebrauchsgrafiker
- Johannes Borges (1936–2020)
- Klaus Bose (* 1940)
- Gerda Brähmer (* 1926), insbes. Gebrauchsgrafik
- Gottfried Bräunling (* 1947)
- Gernot Brandt (* 1935), Gebrauchsgrafik
- Lutz Brandt (1938–2024), auch Design u. a.
- Volkmar Brandt (* 1938), Gebrauchsgrafiker und Typograf
- August Bratfisch (1883–1960)
- Johannes Brauer (1905–1992)
- Günther Brendel (* 1930)
- Georg Brendler (1943–2020)
- Marianne Britze (1883–1980)
- Gudrun Bröchler-Neumann (1937–2013)
- Harald Brödel (1934–1996), insbes. Gebrauchsgrafik
- Renate Brömme (1936–2020)
- Alfred Brosig (1931–2021)
- Josef Brück (1924–2013)
- Rudolf Brückner-Fuhlrott (1908–1984)
- Gudrun Brüne (1941–2025)
- Inge Brüx-Gohrisch (* 1939), insbes. Illustratorin
- Hans-Joachim Bruhn (* 1943)
- Hermann Bruse (1904–1953)
- Eckhard Buchholz (* 1941)
- Erich Buchwald-Zinnwald (1884–1972)
- Jan Buck (1922–2019)
- Regine Buer (* 1943)
- Dietmar Büttner (1939–2021)
- Feliks Büttner (* 1940), insbes. Gebrauchsgrafik
- Henry Büttner (* 1928), insbes. Karikaturist
- Hans Joachim Buhlmann (1924–2008)
- Gerhard Bunke (* 1946), Gebrauchsgrafiker
- Dietrich Burger (* 1935)
- Heinrich Burkhardt (1904–1985)
- Johannes Burkhardt (1929–2022)
- Richard Paul Burkhardt-Untermhaus (1883–1963)
- Paul Busch (1889–1974)
- Benno Butter (1914–1985)

## C
- Otto Carius (1914–1988)
- Bernd A. Chmura (* 1953), Karikaturist
- Hans Christoph (1901–1992)
- Carlfriedrich Claus (1930–1998)
- Dieter Claußnitzer (1945–2023)
- Walter Cordes (1899–1985)
- Ioan Cozacu (* 1954), Cartoonist
- Christa Cremer (1921–2010), auch Bildhauerin und Keramikerin
- Sabine Curio (* 1950)
- Roselind Czernetzki (* 1937), Gebrauchsgrafikerin

## D
- Fritz Dähn (1908–1980)
- Otto Damm (1926–1996), Karikaturist
- Jutta Damm-Fiedler (* 1937), Gebrauchsgrafik
- Susanne Damm-Ruczynski (1955–2022)
- Lutz Dammbeck (* 1948)
- Jutta Damme (1929–2002)
- Gerhard David (1920–1976)
- Andreas Deckardt (* 1946)
- Walter Deckwarth (1899–1967), auch Glasmaler
- Axel Dehlsen (1938–2021), Gebrauchsgrafiker
- Heinrich Harry Deierling (1894–1989)
- Erich Demmin (1911–1997), auch Grafiker und Restaurator
- Walter Denecke (1906–1975)
- Klaus Dennhardt (* 1941)
- Henri Deparade (* 1951)
- Steffi Deparade-Becker (* 1954)
- Hans Detlefsen (1923–1992), Gebrauchsgrafiker
- Linde Detlefsen (* 1944), Gebrauchsgrafikerin und Illustratorin
- Ewald Deul (1907–2002)
- Fritz Deutschendorf (1914–1994), insbes. Gebrauchsgrafik
- Marianne Dextor (1942–2020), auch Fotografin
- Kate Diehn-Bitt (1900–1978)
- Winfried Dierske (1934–2006)
- Friedrich Dietsch (1889–1961)
- Kurt Dietze (1920–1965), insbes. Illustrator
- Adelhelm Dietzel (1914–1998), Gebrauchsgrafiker und Illustrator
- Elsa Dietzel (* 1931)
- Theo Dietzel (1926–2014)
- Christa Diez (1926–2022)
- Sieghard Dittner (1924–2002)
- Peter Dittrich (1931–2009)
- Anneliese Dörck (1934–2007), insbes. Karikatur und Cartoon
- Harald Döring (1941–1997)
- Karl-Heinz Döring (* 1937), Karikaturist
- Rainer Dörner (* 1937)
- Walter Dötsch (1909–1987)
- Bruno Dolinski (1933–2008), auch Restaurator
- Wolfgang Domröse (* 1948)
- Siegfried Donndorf (1900–1957)
- Dietrich Dorfstecher (1933–2011)
- Kurt Dornis (* 1930)
- Sandor Doro (* 1950)
- Heinz Drache (1929–1989)
- Erich Drechsler (1903–1979)
- Klaus Drechsler (* 1940)
- Karl-Heinz Drescher (1936–2011), Gebrauchsgrafik
- Andreas Dress (1943–2019)
- Dieter Dressler (1932–2011)
- Heinz Dubois (1914–1966)
- Fritz Duda (1904–1991)
- Werner Duda (1934–2021), insbes. Gebrauchsgrafik; auch Zauberkünstler
- Günter Dührkop (1925–2002)
- Conrad Dumann (1896–1985), insbes. Gebrauchsgrafik

## E
- Heinz Ebel (1928–2020), insbes. Illustrator
- Toni Ebel (1881–1961)
- Walter Ebeling (1908–1988)
- Hartwig Ebersbach (* 1940)
- Wolfram Ebersbach (* 1943)
- Albert Ebert (1906–1976), naive Malerei
- Ernst Ebert (1915–1999)
- Tamara Ebert (* 1936), insbes. Illustratorin
- Günther Eckardt (* 1933)
- Karlheinz Effenberger (1928–2009)
- Christoph Ehbets (1935–1992), insbes. Gebrauchsgrafik
- Ludwig Ehrler (1939–2014)
- Rainer Ehrt (* 1960), insbes. Cartoonist
- Adelheid Eichhorn (* 1947), insbes. Illustratorin
- Kurt Eichler (1905–1990), insbes. Illustrator
- Peter Paul Eickmeier (1890–1962), Pressezeichner, Karikaturist
- Wolfgang Einmahl (1944–1987)
- Ingeborg von Einsiedel (1917–2002), insbes. Gebrauchsgrafik
- Fritz Eisel (1929–2010)
- Paul Eisel (* 1955)
- Ulrich Eisenfeld (* 1939)
- Walter Eisler (1954–2015)
- Dagmar Elsner-Schwintowsky (1939–1997), insbes. Illustratorin
- Nabil El Solami (1941–1987), ägyptischer Karikaturist und Cartoonist
- Michael Emig (* 1948)
- Reiner Ende (1953–2022)
- Erich Enge (1932–2023)
- Heinrich Engel (1900–1988)
- Hans Engels (1924–1995)
- Herbert Enke (1913–2006)
- Ilse Englberger (1906–1991)
- Christa Engler-Feldmann (1926–1997)
- Klaus Ensikat (* 1937), insbes. Illustrator
- Eberhard Equit (1931–2016), Gebrauchsgrafik
- Eberhard von der Erde (* 1945)
- Hans-Eberhard Ernst (* 1933), Gebrauchsgrafik

## F
- Wilhelm Facklam (1893–1972)
- Ernst Fechter (1924–1998)
- Herdegen Fehlhaber (1935–2023)
- Johannes Feige (1931–2021)
- Conrad Felixmüller (1897–1977)
- Heinz Felsch (1922–2016)
- Eberhard Felz (* 1938), Gebrauchsgrafik
- Jochen Fiedler (* 1936), Gebrauchsgrafik
- Jochen Fiedler (* 1962)
- Lieselotte Finke-Poser (1925–2025)
- Ilse Fischer (1900–1979)
- Johannes Heinrich Fischer (1904–1993)
- Karl Fischer (1921–2018), Illustrator
- Liesel Fischer (1919–2000)
- Waltraut Fischer (* 1937)
- Heinz Fleischer (1920–1975)
- Lutz Fleischer (1956–2019)
- Rainer Flieger (1941–2018), Gebrauchsgrafik
- Gerhard Floß (1932–2009)
- Ulrich Forchner (* 1949), insbes. Karikaturist
- Erich Fraaß (1893–1974)
- Bernd Frank (* 1942), Gebrauchsgrafik
- Bernhard Franke (1922–2004)
- Erich Franke (* 1944)
- Harry Franke (1925–1981)
- Rudolf Franke (1925–2002)
- Fritz Freitag (1915–1977)
- Roland Frenzel (1938–2004)
- Friedrich-Wilhelm Fretwurst (* 1936)
- Antje Fretwurst-Colberg (* 1940)
- Achim Freyer (* 1934), auch Regisseur, Bühnen- und Kostümbildner
- Gerd Frick (* 1948)
- Ingeborg Friebel (1925–1978), Illustratorin
- Lutz Friedel (* 1948)
- Rolf Friedmann (1878–1957)
- Karl Friedrich (1898–1989)
- Joachim Fritsche (1933–2015), insbes. Gebrauchsgrafik
- Alfred Fritzsche (1898–1985)
- Fritz Fröhlich (1928–2006)
- Dietrich Fröhner (1939–1983)
- Erich Fruhnert (1912– ?)
- Brigitte Fugmann (1948–1992)
- Ellen Fuhr (1958–2017)

## G
- Hermann Gabler (1913–1997)
- Manfred Gabriel (* 1939)
- Rudolf Gahlbeck (1895–1972), auch Grafiker, Kunstpädagoge und Autor
- Otto Garten (1902–2000)
- Erhard Gasch (1928–2000)
- Erhard Gassan (1930–2005)
- Thomas Gatzemeier (* 1954)
- Michael Gawlik (1943–1985)
- Helmut Gebhardt (1926–1989)
- Regina Gebhard (* 1928), insbes. Gebrauchsgrafik
- Kurt Geffers (1908–1967), insbes. Gebrauchsgrafik
- Albrecht Gehse (* 1955)
- Monika Geilsdorf (* 1949)
- Wolfgang Geisler (1935–2008), insbes. Typograf
- Lothar Gemmel (1939–1997)
- Aga Gentz (1912–2002)
- Dieter Gerbeth (1931–2018)
- Hildegard Gerbeth (* 1934)
- Jürgen Gerhard (* 1947)
- Robert Geßner (1889–1973)
- Hubertus Giebe (* 1953)
- Rüdiger Giebler (* 1955)
- Jost Giese (* 1953)
- Sighard Gille (* 1941)
- Helga Ginevra (1938–1996)
- Norbert Gladis (* 1956), auch Bilder-Restaurator
- Frank Glaser (1924–2002)
- Dagmar Glaser-Lauermann (* 1927)
- Horst Glitzner (1936–2002)
- Hubert Globisch (1914–2004)
- Hermann Glöckner (1889–1987)
- Peter-Michael Glöckner (1950–2011), vor allem Hinterglasmaler
- Günter Glombitza (1938–1984)
- Peter  Glomp (1942–1974)
- Lutz Gode (* 1940)
- Annegret Goebeler (* 1943)
- Ulf Göpfert (* 1943)
- Renate Göritz (1938–2021), insbes. Illustratorin
- Erwin Görlach (1902–1974)
- Max Görner (* 1939)
- Karl-Ludwig Goetjes (1905–1963)
- Wasja Götze (* 1941), auch Liedermacher
- Henry Götzelmann (* 1927), Gebrauchsgrafik
- Dieter Goltzsche (* 1934)
- Ingrid Goltzsche-Schwarz (1936–1992)
- Konrad Golz (1936–2014), Illustrator
- Gerd Gombert (1935–1993)
- Gerhard Goßmann (1912–1994), insbes. Illustrator
- Karl Gossow (1904–1962), insbes. Typograf
- Manfred Gottschall (1937–2015), Gebrauchsgrafiker
- Werner Gottsmann (1924–2004)
- Max Grabowski (1897–1981)
- Peter Graf (* 1937)
- Rudolf Graf (1936–1981)
- Rudolf Grapentin (* 1928), insbes. Illustrator
- Otto Griebel (1895–1972)
- Ingrid Griebel-Zietlow (1936–1999)
- Artur Grimmer (1906–1982), Gebrauchsgrafiker, u. a. Karikaturen
- Hans-Hendrik Grimmling (* 1947)
- Clemens Gröszer (1951–2014)
- Herbert Grohmann (* 1929), Gebrauchsgrafiker
- Erhard Großmann (1936–2023)
- Curt Großpietsch (1893–1980)
- Bernd Grothe (1906–1977)
- Margit Grüger (* 1946)
- Lothar Grünewald (1935–2001), Gebrauchsgrafiker
- Irmingard Grünwald (1912–1986)
- Erhard Grüttner (* 1938), Gebrauchsgrafiker
- Roswitha Grüttner (* 1939), insbes. Illustratorin
- Lutz Grumbach (* 1941), insbes. Gebrauchsgrafiker
- Hans Grundig (1901–1958)
- Lea Grundig (1906–1977)
- Rudi Gruner (1909–1984)
- Dietmar Gubsch (* 1941)
- Bernd Günther (1944–2019)
- Herta Günther (1934–2018)
- Jürgen Günther (1938–2015), insbes. Comic
- Willy Günther (1937–2023)
- Erich Gürtzig (1912–1993), insbes. Illustrator
- Inge Gürtzig (1935–2020), insbes. Illustratorin

## H
- Albert Habermann (1913–1987)
- Hans-Jürgen Haberkorn (* 1940)
- Ulrich Hachulla (* 1943)
- Irmela Hadelich (1923–2017)
- Charly Hähnel (1913–1962), insbes. Gebrauchsgrafik
- Klaus Hähner-Springmühl (1950–2006)
- Rolf Händler (1908–1967)
- Martin Hänisch (1910–1998)
- Wolfram Hänsch (* 1944)
- Claus Haensel (1942–2020)
- Uwe Häntsch (* 1949), insbes. Illustrator
- Karl-Jürgen Härtel (1924), Gebrauchsgrafik
- Karl-Heinz Häse (1925–2000)
- Margret Häusler (1927–1992)
- Paul Häusler (1925–2005)
- Bernd Hahn (1954–2011)
- Karl Hahn (1892–1980)
- Karl-Wilhelm Hahnemann (1934–2001), Gebrauchsgrafik
- Erwin Hahs (1887–1970)
- Iris Hahs-Hofstetter (1908–1986)
- Harald Hakenbeck (* 1926)
- Richard Hambach (1917–2011), Illustrator
- Hartwig Hamer (* 1943)
- Hainz Hamisch (1908–1997)
- Isolde Hamm (1939–2006)
- Lothar Hammer (1928–2007)
- Volkmar Hammerschmidt (1934–2001)
- Angela Hampel (* 1956), auch Objektkunst
- Kurt Hanns Hancke (1887–1971)
- Brigitte Handschick (1939–1994)
- Heinz Handschick (1931–2022), insbes. Gebrauchsgrafik
- Kurt Hanf (1912–1987)
- Jan Hansky (1925–2004)
- Walter Harras (1895–1976)
- Oliver Harrington (1912–1995), Karikaturist
- Karl-Ludwig Hartig (1878–1954)
- Rolf Hartmann (* 1935), Gebrauchsgrafiker und Ausstellungsgestalter
- Helmut Hartung (1929–2015)
- Werner Haselhuhn (1925–2007)
- Christian Hasse (* 1931)
- Ernst Hassebrauk (1905–1974)
- Hans Hattop (1924–2001)
- Jürgen Haufe (1949–1999), insbes. Gebrauchsgrafik
- Bruno Haunickel (1895–1985)
- Hanna Hausmann-Kohlmann (1897–1984), Malerin, Pressezeichnerin
- Horst Hausotte (1923–2017)
- Herbert Hauwede (1912–2007)
- John Heartfield (1891–1968)
- Siegfried Hedusch (1925–2003), Volkskünstler
- Hannes Hegen (1925–2014), insbes. Comics
- Josef Hegenbarth (1884–1962)
- Heidrun Hegewald (* 1936)
- Johannes Hegner (1924–1979), auch Restaurator
- Dieter Heidenreich (* 1944), Gebrauchsgrafiker, auch Fotograf und Autor
- Herta Heidenreich (* 1940)
- Paul Walter Heider (1909–1986)
- Günter Hein (* 1947)
- Irene Hein (1922–2003), Gebrauchsgrafikerin und Illustratorin
- Eberhard Heinicker (1941–2016), Gebrauchsgrafiker
- Christian Heinze (* 1941)
- Frieder Heinze (* 1950)
- Bernhard Heisig (1925–2011)
- Johannes Heisig (* 1953)
- Walter Heisig (1909–1984)
- Bert Heller (1912–1970)
- Jutta Hellgrewe (1934–1998), insbes. Illustratorin
- Harald Hellmich (* 1931)
- Heinz Hellmis (1935–2014), Typograf und Buchgestalter
- Mechthild Hempel (1925–2012)
- Heinz Hendrich (1916–?)
- Jürgen Henker (* 1940)
- Artur Henne (1887–1963)
- Karl Hennemann (1884–1972), auch Grafiker und Holzschneider
- Albert Hennig (1907–1998)
- Klaus Hennig (1932–2007), insbes. Gebrauchsgrafik
- Werner Hennig (1935–2014)
- Barbara Henniger (* 1938), insbes. Karikaturistin
- Gerhard Henschel (1938–2022)
- Kurt Henschel (1921–2008)
- Hermann Hensel (1898–1974)
- Volker Henze (* 1950)
- Marianne Herberg (1901–1991)
- Kurt Herbst (1922–2018)
- Egbert Herfurth (* 1944)
- Renate Herfurth (1943–2009), insbes. Illustratorin
- Erich Hering (1923–1978)
- Joachim Hering (* 1931), auch Bildhauer
- Klaus Hermes (1932–2020)
- Albert Herold (1894–1974)
- Hans-Ulrich Herold (1921–2013), Gebrauchsgrafik
- Rainer Herold (* 1940), auch Bildhauer
- Gunter Herrmann (1938–2019)
- Peter Herrmann (* 1937)
- Sabine Herrmann (* 1961)
- Lily Herrmann-Conrady (1901–1992)
- Bernd Hertel (* 1940)
- Eberhard Hertwig (* 1938)
- Walter Herzog (* 1936), auch Architekt
- Ewald Hess (1918–1996)
- Johannes Heß (1922–1975)
- Alfred Hesse (1904–1988)
- Theo Hesselbarth (1938–2006), Gebrauchsgrafik
- Joachim Heuer (1900–1994)
- Jost Heyder (* 1954)
- Lutz Heyder (1950–2000)
- Emil Hille (1910–1988)
- Horst Hille (1941–2015), auch Kleinplastik
- Gerhard Hillich (1944–2000)
- Carl Hinrichs (1903–1990)
- Anneliese Hinze (1907– nach 1994)
- Erhard Hippold (1909–1972)
- Gussy Hippold-Ahnert (1910–2003)
- Karl-Georg Hirsch (* 1938)
- Friedrich Hitz (1918–1997)
- Werner Hitzer (1918–2005)
- Gottfried Höfer (1931–1983)
- Siegfried Höfer (1931–2019)
- Fritz Hoenniger (1879–1956)
- Wilhelm Höpfner (1899–1968)
- Günter Hoffmann (1923–1993), insbes. Textilgestalter
- Günter Hofmann  (1944–2008)
- Michael Hofmann (* 1944)
- Otto Hofmann (1932–2024)
- Veit Hofmann (* 1944)
- Werner Hofmann (1907–1983)
- Annelise Hoge (* 1945)
- Horst Holinski (* 1936)
- Erich Theodor Holtz (1885–1956)
- Hedwig Holtz-Sommer (1901–1970)
- Elisabeth Holz-Averdung (1911–1970)
- Konrad Homberg (1925–1975)
- Mechthild Homberg (1937–2025)
- Dietmar Hommel (* 1936)
- Wilfried Homuth (* 1940)
- Elke Hopfe (* 1945)
- Alfred Hoppe (1906–1985), insbes. Gebrauchsgrafiker
- Hans-Georg Hoppe (1936–1981), insbes. Gebrauchsgrafik
- Peter Hoppe (1938–2010)
- Rudolf Hopta (1902–1971)
- Günter Horlbeck (1927–2016)
- Irmgard Horlbeck-Kappler (1925–2016)
- Günter Horn (* 1935)
- Günther Hornig (1937–2016)
- Norbert Hornig (1935–2024), insbes. Gebrauchsgrafik
- Hartmut Hornung (* 1952), auch Holzbildhauer
- Lothar Howald (1915–1978)
- Emma Hübner (1904–1985)
- Eberhard Hückstädt (* 1936)
- Christoph Hülsenberg (1941–2012), Gebrauchsgrafiker
- Georg Hülsse (1914–1996), auch Grafiker und Fotograf
- Rudolf Hugk (1905–1987)
- Rolf Huhn (1886–1993)
- Joachim Hukal (* 1933)
- Helmut Humann (1922–1996)
- Hans-Peter Hund (1940–2023)
- Egon Hunger (* 1926), Gebrauchsgrafiker
- Günther Huniat (* 1939)
- Horst Hussel (1934–2017), insbes. Illustrator, auch Schriftsteller
- Franz Huth (1876–1970)
- Siegfried Huth (1932–2012), insbes. Gebrauchsgrafik, auch Fotograf
- Elsbeth Huther (1885–1960)

## I
- Heinrich Ilgenfritz (1899–1969), auch Gebrauchsgrafik
- Willy Illmer (1899–1968)
- Theo Immisch (1925–2004), insbes. Cartoonist
- Heinz Israel (* 1937)

## J
- Gunter Jacob (* 1947)
- Karl Heinz Jakob (1929–1997)
- Günter Jacobi (1935–2013), insbes. Gebrauchsgrafik
- Ernst Jazdzewski (1907–1995), Pressezeichner, Karikaturist
- Hans Jäger (1887–1955)
- Matthias Jaeger (1945–2014)
- Renate Jaeger (1933–2018)
- Willy Jähne  (1905–1973),  insbes. Gebrauchsgrafik
- Horst Jährling (1922–2013), auch Restaurator
- Günther Jahn (1933–2011)
- Willy Jahn (1898–1973)
- Christa Jahr (* 1941), insbes. Illustratorin
- Alfred Janigk  (1889–1968)
- Heinz Jankofsky (1935–2002), insbes. Karikaturist
- Joachim Jansong (1941–2022), auch Fotografiker
- Oswald Jarisch (1902–1979), auch wissenschaftlicher Fotograf
- Edith Jasmand-Großmann (1896–1985)
- Inge Jastram (* 1934), insbes. Grafikerin
- Renate Jessel (1923–2004), insbes. Illustratorin
- Ursula Jobst (1929–2024), auch Scherenschnitte, Keramik, Textil
- Horst Jockusch (1925–2014)
- Franz Johannknecht (1903–1974)
- Erika John (1943–2007)
- Joachim John (1933–2018)
- Achim Jordan (1937–2019), insbes. Pressezeichner und Cartoonist
- Georg Judersleben (1898–1962)
- Hans Jüchser (1984–1977)
- Renate Jüttner (1935–2021)
- Anni Jung (1937–2022), auch Keramikerin
- Günter Junge (* 1928), insbes. Gebrauchsgrafik
- Martin Junge (1904–1982)
- Christiane Just (1960–2011)
- Werner Juza (1924–2022)

## K
- Horst Kabitzsch (* 1944)
- Helga Kaffke (1934–2017)
- Doris Kahane (1920–1976)
- Eberhard Kahle  (1936–2014), Buchgestalter und Typograf
- Johanna Kaiser (1912–1991)
- Peter Kaiser (* 1939)
- Egon von Kameke (1881–1955)
- Anton Paul Kammerer (1954–2021)
- Manfred Kandt (1922–1992)
- Susanne Kandt-Horn (1914–1996)
- Rudolf Kanka (1899–1988)
- Franz Kaplan (1899–1986)
- Albert Kapr (1918–1995), insbes. Typograf
- Petra Kasten (* 1955)
- Manfred Kastner (1943–1988)
- Rosemarie Kaufmann-Heinze (1948–1998)
- Otto Kayser (1915–1998)
- Gerhard Keil (1912–1992)
- Fritz Keller (1915–1994)
- Fritz Kempe (1898–1971)
- Ralf Kerbach (* 1956)
- Günter Kerzig (* 1932), Gebrauchsgrafiker
- Hans-Jürgen Keßler (* 1939), Gebrauchsgrafiker und Typograf
- Edmund Kesting (1892–1970), auch Fotograf
- Lutz R. Ketscher (* 1942)
- Gerhard Kettner  (1928–1993)
- Gitta Kettner (1928–2011), insbes. Illustratorin
- Heinrich Kiefer (1911–1980)
- Irene Kiele (* 1942)
- Gerhard Kierstein (1937–2013)
- Jürgen Kieser (1921–2019), insbes. Comics
- Kurt Kießling (1910–1985)
- Klaus Killisch (* 1959)
- Heinz Kippnick (1928–2019), Gebrauchsgrafik, Heraldik
- Hermann Kirchberger (1905–1983)
- Achim Kircher (* 1943)
- Hannelore Kirchhof-Born (1939–2021)
- Erich Kissing (* 1943)
- Lothar Kittelmann (1943–2023)
- Rolf Kiy (1916–1989)
- Kurt Klamann (1907–1984), insbes. Karikatur
- Gerhard Klampäckel (1919–1998)
- Ruth Klatte (* 1925)
- Rudolf Kleemann (1931–2015)
- Sonja Kleemann (* 1932), insbes. Illustratorin
- Erika Klein (1935–2003), insbes. Illustratorin
- Helmut Kleiser (* 1939)
- Werner Klemke (1917–1994)
- Gertrud Klemke-Stremlau (1913–1988)
- Walther Klemm (1883–1957)
- Lieselotte Klepper-Purjahn (1910– nach 1975)
- Erich Kliefert (1893–1994), auch Grafiker und Restaurator
- Mathilde Kliefert-Gießen (1887–1978)
- Karl-Heinz Klingbeil (1924–2019)
- Lieselotte Klose (1918–2010)
- Rudolf Klose (1910–1976)
- Siegfried Klotz (1939–2004)
- Arnold Klünder (1909–1976), auch Grafiker und Keramiker
- Barbara Klünder (1919–1988), auch Keramikerin
- Gerhard Knabe (1936–2005)
- Werner Knackmuß (1908–1964)
- Konrad Knebel (1932–2025)
- Gerhard Knespel (1933–2010), insbes. Gebrauchsgrafik
- Ulrich Knispel (1911–1978)
- Helga Knobloch (1924–2020)
- Otto Knöpfer  (1911–1993)
- Ruth Knorr (1927–1978), insbes. Illustratorin
- Bernhard Koban (1931–2022)
- Dorothea Kobs-Lehmann (1930–2014)
- Holger Koch (* 1955)
- Fritz Koch-Gotha (1877–1956), insbes. Illustrator
- Dora Koch-Stetter (1881–1968)
- Jürgen Köhler (* 1954)
- Waldo Köhler (1909–1992)
- Brigitte Köhler-Kliefert (1924–2001), auch Grafikerin
- Joachim Kölbel (1918–1999), insbes. Illustrator
- Herbert Köppe (1904–1991)
- Siegfried Körber (1936–2019)
- Gottfried Körner (1927–2015)
- Georg Kötschau (1898–1976)
- Gisela Kohl-Eppelt (* 1943)
- Klaus Koker (1935–1996), insbes. Gebrauchsgrafik
- Bruno Konrad (1930–2007)
- Vera Kopetz (1910–1998)
- Hildegard Korger (1935–2018), Schriftgestaltung
- Siegfried Korth (1926–1985)
- Heino Koschitzki (1936–2017)
- Fritz Kossack (1927–2020), insbes. Gebrauchsgrafik
- Karl Kothe (1913–1965)
- Johannes Kotte (1908–1970)
- Thea Kowař (1945–2022)
- Alois Kowol (1891–1975)
- Friedrich Kracht (1925–2007)
- Waldemar Krämer (1932–2017)
- Heidrun Kraft (1942–2021)
- Peter Kraft (* 1939)
- Siegfried Kraft (1919–1978), Gebrauchsgrafik
- Siegfried Kranl (1919–1978), insbes. Gebrauchsgrafik und Karikaturen
- Joachim Kratsch (* 1937)
- Rudolf Kraus (1907–1988)
- Helmut Krause (1906–1978)
- Rolf Krause (1908–1982)
- Max Krause-Kiederling (1882–1962)
- Bernhard Kretzschmar (1889–1972)
- Annette Krisper-Beslic (* 1949)
- Christa Krug (1936–2001)
- Andreas Küchler (1953–2001)
- Johannes Kühl (1922–1994), auch Galerist
- Heinz Kühle (1909–1965)
- Irmgard Kühn (* 1933)
- Rosa Kühn (* 1928)
- Franz Kürschner (1929–1973)
- Volker Küster (* 1941)
- Werner Küttner (1911–2005)
- Paul Kuhfuss (1883–1960)
- Fridrun Kuhle (* 1940)
- Carl Kuhn (1899–1980), auch Bildhauer
- Karlheinz Kuhn (1930–2001), auch Grafiker
- Robert Kuhn (1905–1999)
- Rolf Kuhrt (* 1936)
- Heinz-Karl Kummer (1920–1987)
- Otto Kummert (* 1936), Gebrauchsgrafiker
- Michael Kunert (* 1954)
- Dietrich Kunth (1925–2009)
- Bärbel Kuntsche (* 1939)
- Dagmar Kunze (1941–2023), Illustratorin
- Herbert Kunze (1913–1981)
- Karl-Rainer Kuppe (1946–2010)
- Gisela Kurkhaus-Müller (* 1938)
- Fritz Kurth (1889–1971)
- Emma Kurz-Wilhelmi (1885–1968)
- Hans Kutschke (* 1945)

## L
- Wilhelm Lachnit (1899–1962)
- Kurt Lade (1905–1973)
- Dieter Ladewig (* 1953)
- Ingeborg Lahl-Grimmer (1926–1989)
- Erika Lahmann (1927–2015)
- Gerhard Lahr (1938–2012), insbes. Illustrator
- Mark Lammert (* 1960)
- Gerhart Lampa (1940–2010)
- Carl Lange (1884–1971)
- Herbert Lange (1920–2001)
- Karl-Heinz Lange (1929–2010), insbes. Gebrauchsgrafik und Typografie
- Steffen Lange (1931–2006), insbes. Gebrauchsgrafik und Illustration
- Bernhard Langer (1920–2014)
- Heinz Lanzendorf (1920–2017)
- Jěwa Wórša Lanzyna (Eva-Ursula Lange) (1928–2020), insbes. Gebrauchsgrafik, auch Keramikgestaltung
- Hans Lasko (1900–1979)
- Peter Laube (1942–1988)
- Walter Lauche (1939–2010)
- Ernst Lauenroth (1912–1993), Gebrauchsgrafiker
- Maria Laufer-Herbst (* 1943)
- Heide-Marlis Lautenschläger (* 1941)
- Joachim Lautenschläger (* 1944)
- Ursula Lautenschläger (* 1939), insbes. Gebrauchsgrafik
- Werner Laux (1902–1975)
- Johannes Lebek (1901–1985)
- Wolfgang Leber (* 1936)
- Barbara Lechner (1942–2003), insbes. Illustratorin
- Martin Lehnert (1919–2012)
- Helge Leiberg (* 1954), auch Bildhauer und Performer
- Horst Leifer (1939–2002), auch Holzbildhauer
- Sibylle Leifer (* 1943)
- Klaus Lemke (1936–2017), Gebrauchsgrafiker
- Eberhard Lenk (* 1951)
- Gottfried Leonhardt (1919–2018), Gebrauchsgrafiker und Illustrator
- Paul Martin Leonhardt (1883–1971)
- Gerda Lepke (* 1939)
- Senta Leptien (1912–1998)
- Rudolf Letzig (1903–1989)
- Frank Leuchte (1942–1992), Cartoonist und Karikaturist
- Karl-Heinz Leue (* 1920), insbes. Gebrauchsgrafik
- Ernst Lewinger (1931–2015)
- Walter Libuda (1950–2021)
- Wolfgang Liebert (* 1944)
- Artur Liebig (1921–2016), Gebrauchsgrafiker, vor allem Buchgestalter
- Werner Liebmann (* 1951)
- Werner Liebscher (1931–1992), Gebrauchsgrafik
- Heinrich Lietz (1909–1988)
- Tatjana Lietz (1916–2001)
- Marlies Lilge (1945–1983)
- Erna Lincke (1899–1986)
- Rolf Lindemann (1933–2017)
- Erich Lindenau (1889–1955)
- Berthold Lindner (* 1937), Gebrauchsgrafik
- Max Lingner (1888–1959)
- Siegfried Linke (1934–1983), Illustrator
- Hilde Linzen-Gebhardt (1880–1965)
- Rudolf Lipowski (* 1927)
- Frida Löber (1910–1989), auch Kunsthandwerkerin
- Heinz Löffler (1913–2008)
- Karl-Heinz Lötzsch (1925–2017), Gebrauchsgrafik
- Roger Loewig (1930–1997)
- Heinz Lohmar (1900–1976)
- Karl Lüdecke (1896–1977)
- Harry Lüttger (1919–2005)
- Christian Lüttich (1934–2011)
- Wilfried Lumpe (1935–2018), Gebrauchsgrafik
- Dietrich Lusici (1942–2024)
- Manfred Luther (1925–2004)

## M
- Gerd Mackensen (1949–2023)
- Kurt Heinrich Mäder (1896–1980)
- Ellen Mäder-Gutz (* 1954)
- Klaus Magnus (* 1936)
- Marlene Magnus (* 1936)
- Erik Mailick (1907–1990)
- Helmut Maletzke (1920–2017)
- Paul Malik (1890–1976)
- Kurt Maltner (1886–1965)
- Oskar Manigk (* 1934)
- Otto Manigk (1902–1972)
- Albert Mann (1902–1964)
- Lothar Mannewitz (1930–2004), auch Restaurator
- Mechthild Mannewitz (* 1926)
- Kurt Marholz (1905–1984)
- Franz Markau (1881–1968)
- Alexander Matthes (1951–1984)
- Wolfgang Mattheuer (1927–2004)
- Ursula Mattheuer-Neustädt (1926–2021)
- Britta Matthies (* 1949)
- Hans Mau (1915–1989), insbes. Illustrator
- Toni Mau (1917–1981)
- Günther Maubach (1933–2022)
- Volker Mehner (* 1953)
- Bernhard Paul Mehnert (1882–1964)
- Hannes Meier (1936–1990)
- Arno Meinel (1899–1975)
- Walther Meinig (1902–1987)
- Volker Melchior (1939–2017)
- Jürgen Melzer (* 1941)
- Hans Mendau (1942–2014)
- Frida Mentz-Kessel (1878–1969)
- Frank Merker (1944–2008)
- Elrid Metzkes (1932–2014)
- Harald Metzkes (* 1929)
- Christoph Meyer (* 1954)
- Gabriele Meyer-Dennewitz (1922–2011)
- Ingeborg Meyer-Rey (1920–2001), insbes. Illustratorin
- Paul Michaelis (1914–2005)
- Ingeborg Michaelis-Grabowski (1921–1995)
- Bernhard Michel (* 1939)
- Günther Mickwausch (1908–1990), Gebrauchsgrafik
- Käthe Mickwausch-Reiner (1909–2011), Gebrauchsgrafik
- Karl Miersch (1894–1969)
- Richard Miller (1905–1959)
- Jutta Mirtschin (* 1949), Gebrauchsgrafik, insbes. Illustratorin
- Arno Mohr (1910–2001)
- Max Möbius (1901–1978)
- Heinz Möhrdel (* 1945), insbes. Gebrauchsgrafik
- Erich Möller (1895–1967)
- Dore Mönkemeyer-Corty (1890–1970), insbes. Gebrauchsgrafik
- Willy Moese (1927–2007), insbes. Karikaturist
- Horst Morgenstern (1921–1993)
- Michael Morgner (* 1942)
- Arthur Moritz (1893–1959)
- Klaus Moritz (1930–2016)
- Ruth Mossner (* 1947), Illustratorin
- Hans Mroczinski (1922–2022)
- Ernst Alfred Mühler (1898–1968), auch Innenarchitekt
- Fritz Müller (* 1937)
- Gerhard Kurt Müller (1926–2019)
- Gustav Alfred Müller (1895–1978)
- Hans-Peter Müller (* 1942)
- Heinz Müller (1924–2007)
- Herbert Müller (1910–2001)
- Käte Müller (* 1931)
- Karl-Arthur Müller (1892–1987)
- Richard Müller (1874–1954)
- Rolf Felix Müller (1932–2021), Gebrauchsgrafiker
- Utz-Jürgen Müller (* 1936), Gebrauchsgrafiker
- Wilhelm Müller (1928–1999)
- Otto Müller-Eibenstock (1898–1986)
- Rudolf Müller-Gerhardt (1873–1962)
- Ernst August Müller-Hain (1896–1970)
- Gerda Müller-Kesting (1902–1996)
- Alexandra Müller-Jontschewa (* 1948)
- Erika Müller-Pöhl (* 1939), Illustratorin
- Edith Müller-Schkeuditz (1921–2006)
- Claus Müller-Schloen (1953–2015)
- Claus Müller-Schönefeld (1910–1991), auch Grafiker und Bildhauer
- Gerald Müller-Simon (1931–2023)
- Armin Münch (1930–2013)
- Rolf Münzner (* 1942)
- Peter Muschter (1942–1996)
- Heinz Mutterlose (1927– 1995)
- Peter Muzeniek (* 1941), Karikaturist und Illustrator

## N
- Otto Nagel (1894–1967)
- Peter Nagengast (1935–1985), insbes. Illustrator
- Simeon Nalbandian (1883–1964)
- Bernhard Nast (1924–2001), insbes. Illustrator
- Eva Natus-Salamoun (1936–2014), insbes. Illustratorin
- Hermann Naumann (* 1930), auch Bildhauer
- Horst Naumann (1908–1990), insbes. Gebrauchsgrafik
- Georg Nawroth (1911–1988), auch Plastiker
- Ludwig Nawrotzky (1912–1983), insbes. Illustrator
- Johanna Neef (1922–2001)
- Rudolf Nehmer (1912–1983)
- Max Nehrling (1887–1957)
- Dieter Nemitz (* 1936), Gebrauchsgrafik
- Georg Nerlich (1892–1982)
- Werner Nerlich (1915–1999)
- Oskar Nerlinger (1893–1969)
- Alexander Neroslow (1881–1971)
- Klaus Neubauer (* 1944)
- Günter Neubauer von Knobelsdorff (* 1944)
- Hans Neubert (1924–2011)
- Willi Neubert (1920–2011)
- Ernst Günther Neumann (1928–2021)
- Gisela Neumann (* 1942)
- Manfred Neumann (* 1938)
- Walek Neumann (* 1940)
- Hannelore Neumann-Tachilzik (1939–2012)
- Hans Neupert (1920–2017), insbes. Gebrauchsgrafik
- Max Erich Nicola (1889–1958)
- Roland Nicolaus (* 1954)
- Johannes K. G. Niedlich (1949–2014), insbes. Illustrator
- Otto Niemeyer-Holstein (1896–1984)
- Manfred Nitsche (1938–2024)
- Günter Nitzsche (1925–2019), Gebrauchsgrafik
- Sigrid Noack (* 1947)
- Franz Nolde (1909–1981)
- Dietrich Noßky (* 1937)
- Hugo Notthoff (1885–1979)
- Bernhard Nowak (1904–1985)
- Joachim Nusser (* 1931)

## O
- Erich Ockert (1889–1953)
- Waltraut Oehlke (1929–2015), Gebrauchsgrafik
- Erdmut Oelschlaeger (1937), Gebrauchsgrafik, Illustration
- Philip Oeser (1929–2013)
- Ernst Olbrich (1889–1976)
- Heinz Olbrich (1914–2009)
- Gerhard Opitz (1926–1978)
- Walter Opitz (1929–2003)
- Karl Ortelt (1907–1972)
- Erich Otto (1906–1990), auch Bildhauer
- Lothar Otto (1932–2019), insbes. Cartoonist

## P
- Otto Paetz (1914–2006)
- Helga Paditz (* 1939), Illustratorin
- Fritz Panndorf (1922–1999), insbes. Gebrauchsgrafik
- Frank Panse (* 1942)
- Christa Panzner (* 1948)
- Peter Panzner (* 1944)
- Karl Papesch (1901–1983)
- Jürgen Parche (1946–2010)
- Ronald Paris (1933–2021)
- Harri Parschau (1923–2006), Karikaturist
- Hermann Paschold (1879–1965)
- Georg Paul (1901–1980)
- Karl Paul (1890–1969)
- Charlotte E. Pauly (1886–1981)
- Paul Pedak (1934–1979)
- Arnold Pemmann (* 1942)
- A. R. Penck (1939–2017)
- Kurt Pers (1920–2004)
- Rudolf Peschel (1931–1989), insbes. Illustrator
- Ruth Peschel (1933–2022), insbes. Illustratorin
- Rudolf Peschke (1895–1970)
- Kurt Pesl (1925–2012)
- Günter Peters (1907–1987)
- Gudrun Petersdorff (* 1955), auch Keramikerin
- Werner Petrich (1927–2017)
- Wolfgang Petrovsky (* 1947)
- Wolfgang Peuker (1945–2001)
- Peter Pfefferkorn (* 1940)
- Uwe Pfeifer (* 1947)
- Sigrun Pfitzenreuter (1941–2015)
- Harry Pflaum (1934–2012), insbes. Gebrauchsgrafik
- Volker Pfüller (1939–2020), insbes. Gebrauchsgrafik
- Martin Erich Philipp (1887–1978)
- Manfred Pietsch (1936–2015)
- Wilma Pietzke (1912–1977)
- Günter Pilling (1918–2001)
- Herbert Pilz (* 1919)
- Hartmut Piniek (* 1950)
- Emil Pischel (1908–1989)
- Heinz Plank (1945–2025)
- Inge Platzer (1930–2014)
- Rudolf Pleissner (1889–1977)
- Stefan Plenkers (1945–2024)
- Johannes Poesenecker (1887–1969)
- Gert Pötzschig (* 1933)
- Sieghard Pohl (1925–1994)
- Volker Pohlenz (* 1956)
- Walter Pohlenz (1901–1970), insbes. Gebrauchsgrafik
- Annedore Policek (* 1935), auch Textilgestalterin
- Wolfgang Policek (1932–2000)
- Kurt Poltiniak (1908–1976), Pressezeichner, Karikaturist
- Friederike Pondelik (1943–2001), Typografin und Buchgestalterin
- Gudrun Pontius (1944–1999)
- Brigitte Poredda (1936–2015)
- Gerhard Preuß (1935–2014), insbes. Illustrator
- Hilmar Proft (1931–2022), Illustrator, auch Kostümbildner
- Irmhild Proft (1936–2022), Illustratorin, auch Kostümbildnerin
- Ilse Propf (1912–1988)
- Johannes Prusko (* 1929)
- Herbert Prüget (1914–1979), insbes. Gebrauchsgrafik
- Andreas Prüstel (1951–2019), Cartoonist, auch Fotografiker
- Egon Pukall (1934–1989)
- Richard Pusch (1912–1998)

## Q
- Georg Quenzel (1896–1966)
- Curt Querner  (1904–1976)
- Nuria Quevedo (* 1938)

## R
- Günter Rackwitz (1922–1999)
- Ilse Raddatz-Unterstein (* 1930), Illustratorin
- Michael Radloff (1944–2007)
- Hans Räde (1921–2018), insbes. Illustrator
- Barbara Raetsch (* 1936)
- Hilde Rakebrand (1901–1991), später auch Museumsdirektorin
- Dieter Ramdohr (1933–2024), insbes. Gebrauchsgrafik
- Marlene Ramdohr-Bark (* 1926), insbes. Gebrauchsgrafik
- Thomas Ranft (* 1945)
- Dagmar Ranft-Schinke (* 1944)
- Gerhard Rappus (1934–2009), Gebrauchsgrafiker
- Matthias Rataiczyk (* 1960)
- Werner Rataiczyk (1921–2021)
- Walter Rehn (1921–2004)
- Elly Reichel (1930–2025)
- Käthe Reine (1894–1976), auch Illustratorin und Textilkünstlerin
- Rüdiger Reinel (1939–2016)
- Helmut Reinl (1922–1992)
- Bruno Reinhold (1891–1973)
- Peter Reinhold (1922–2004)
- Franz Reiß (1914–1991)
- Lothar Rentsch (1924–2017)
- Dieter Rex (1936–2002)
- Herbert Reuter (1909–1994), insbes. Gebrauchsgrafik
- Alfred Richter (1900–1980)
- Gerenot Richter (1926–1991)
- Gisela Richter (1940–2008)
- Gottfried Richter (1904–1968)
- Gottfried Uwe Richter (1930–1977), insbes. Karikaturist
- Günter Richter (* 1933)
- Hans Theo Richter (1902–1969)
- Josef Richter (1934–2016)
- Thomas J. Richter (* 1955)
- Käte Richter-Lohse (1904–1956)
- Manfred Riedl (1924–1999)
- Wilmar Riegenring (1905–1986), insbes. Karikaturist
- Lona Rietschel (1933–2017), insbes. Comics
- Horst Ring (* 1939)
- Arno Rink (1940–2017)
- Karl Rix (1912–1989)
- Lauretta Rix (1926–2009), insbes. Illustratorin
- Kurt Robbel (1909–1986)
- Angelika Rochhausen (1942–2017)
- Heinz Rodewald (1932–1993), insbes. Gebrauchsgrafik
- Karl Rödel (1907–1982)
- Gisela Röder (1936–2016), insbes. Illustratorin
- Regine Röder-Ensikat (1942–2019), insbes. Illustratorin
- Karl Hermann Roehricht (1928–2015)
- Leonie Roehricht (1928–2018)
- Klaus Roenspieß (1935–2021)
- Rudolf Rösner (* 1920)
- Marianne Rohland (1897–1980)
- Peter Rohn (* 1934)
- Werner Rollow (* 1939), Karikaturist
- Hajo Rose (1910–1989), auch Fotograf
- Isolde Rose (1923–2021), Gebrauchsgrafikerin
- Theodor Rosenhauer (1901–1996)
- Paul Rosié (1910–1984), insbes. Illustrator und Karikaturist
- Hans Rossmanit (1907–2000)
- Hans Rothe (1929–2023), auch Keramiker
- Eva Johanna Rubin (1925–2001), insbes. Illustratorin
- Frank Ruddigkeit (1939–2025), auch Bildhauer
- Arthur Rudolph (1895–1951)
- Hans Rudolph (1905–1993)
- Hans Rudolph (1911–1975)
- Helmut Rudolph (1906–1981)
- Wilhelm Rudolph (1889–1982)
- Fritz Rübbert (1915–1975)
- Irena Rüther-Rabinowicz (1900–1979)
- Hedwig Ruetz (1879–1966)
- Thomas Rug (* 1953)
- Werner Ruhner (1922–1999), insbes. Illustrator
- Albert Moritz Rusche (1888–1969)
- Edith Rzodeczko (1927–1984)
- Ursula Rzodeczko (1929–2017)

## S
- Rudolf Saal (1903–1955)
- Wulff Sailer (1936–2024)
- Karin Sakrowski (* 1942), auch Objektkunst
- Horst Sakulowski (* 1943)
- Hans Salzmann (1900–1973)
- Herbert Sandberg (1908–1991), insbes. Karikaturist
- Richard Sander (1906–1987)
- Adelheid Sandhof (* 1950)
- Robert Sandrock (1897–1956)
- Otto Schack (* 1937)
- Elfriede Schade (1930–2015)
- Rainer Schade (* 1951), insbes. Karikaturist
- Siegfried Schade (1930–2015)
- Egmont Schaefer (1908–2004)
- Jürgen Schäfer (* 1941)
- Karl-Erich Schäfer (1905–1982)
- Rudolf Schäfer (1912–1973)
- Heinz Scharr (1924–2017)
- Hans-Joachim Schauß (1933–2013), Gebrauchsgrafiker
- Hugo Scheele (1881–1960)
- Manfried Scheithauer (* 1936)
- Ingolf Schelhorn (1934–2014)
- Hermann Schepler (1911–1993), auch Grafiker
- Elisabeth Schettler (1913–2003)
- Harry Scheuner (1935–2025), insbes. Gebrauchsgrafik
- Wilhelm Schieber  (1887–1974)
- Hans Schiel (1898–1983)
- Paul Schier (1889–1957)
- Heinz Schietzelt (* 1920), insbes. Gebrauchsgrafik
- Gerhard Schiffner (1905–1975)
- Walter Schiller (1920–2008), Typograf
- Helmut Schindewolf (1910–1992)
- Hans Schindler (1907–1986)
- Werner Schinko (1929–2016)
- Hans Schlapmann (1920–1975), insbes. Gebrauchsgrafiker
- Cornelia Schleime (* 1952), auch Performerin, Filmemacherin und Autorin
- Gil Schlesinger (1931–2024)
- Brigitte Schleusing (* 1937), Gebrauchsgrafik, Illustration
- Thomas Schleusing (1937–1993), insbes. Illustrator
- Jutta Schlichting (1927–1997)
- Hans-Hermann Schlicker (1928–2020)
- Victor Schlötzer (1923–1989?)
- Horst Schlossar (1903–1964)
- Torsten Schlüter (* 1959)
- Wolfgang Schlüter (1942–2019), auch Schmuckgestalter
- Alfred Schmidt (* 1942)
- Hans-Otto Schmidt (1945–2025)
- Karl-Heinz Schmidt (* 1936)
- Kurt Schmidt (1901–1991)
- Rudolf Schmidt (1902–1992)
- Willy Schmidt (1895–1959)
- Helmut Schmidt-Kirstein (1909–1985), Maler und Grafiker
- Paul Schmidt-Roller (1891–1963)
- Hans-Erich Schmidt-Uphoff (1911–2002)
- Herbert Schmidt-Walter (1904–1980)
- Erich Schmitt (1924–1984), insbes. Karikaturist
- Thomas Schmitt (* 1951), insbes. Comics
- Günter Schmitz (1909–2002), insbes. Gebrauchsgrafik
- Peter Schnürpel (* 1941)
- Konrad Schönfeld (* 1932), insbes. Gebrauchsgrafik
- Fritz Schönfelder (1943–2020)
- Joachim Scholz (1934–2004)
- Monika Scholz (* 1941)
- Engelbert Schoner (1906–1977)
- Rudolf Schossig (* 1920), Gebrauchsgrafiker, Typograf und Illustrator
- Erhard Schreier (* 1934), insbes. Illustrator
- Eva-Maria Schreiter (* 1944)
- Helmut Schröder (1910–1974)
- Manfred Schubert (1929–2020)
- Rolf Schubert (1932–2013)
- Wilhelm Schubert (1889–1962), insbes. Gebrauchsgrafik
- Wolfram Schubert (* 1926)
- Gottfried Schüler (1923–1999)
- Andreas Thomas Schüller (* 1957)
- Alfred Schütze (1892–1969)
- Siegfried Schütze (* 1940)
- Paul Schultz-Liebisch (1905–1996)
- Hans Schultze-Görlitz (1878–1952)
- Benno Schulz (1935–2005)
- Hanfried Schulz (1922–2005)
- Regine Schulz (* 1944), Gebrauchsgrafik, Illustration
- Peter Schulz Leonhardt (* 1963)
- Armin Schulze (1906–1987)
- Ernst-Werner Schulze (1927–2005), insbes. Gebrauchsgrafik
- Hans Schulze (1904–1982)
- Harald K. Schulze (* 1952)
- Eva Schulze-Knabe (1907–1976)
- Heinz Schumann (1934–2020), insbes. Gebrauchsgrafik
- Horst Schuster (1930–2013), Gebrauchsgrafiker und Typograf
- Kurt Schuster (1906–1997)
- Otto Schutzmeister (1920–1985)
- Reiner Schwalme (* 1937), insbes. Karikaturist
- Susanne Schwandt (* 1943)
- Albert Schwarz (1895–1977)
- Gerhard Schwarz (* 1940)
- Werner Schwarz (1924–2010)
- Max Schwimmer (1895–1960)
- Helena Scigala (1921–1998)
- Hermann Seewald (1901–1977), insbes. Gebrauchsgrafik; auch Architekt
- Klaus Segner (* 1934), Gebrauchsgrafiker
- Helmut Selle (* 1932), Buchgestalter und Typograf
- Elizabeth Shaw (1920–1992)
- Jürgen Seidel (1924–2014)
- Kurt Seifert (1920–1982)
- Willy Semm (1888–1964)
- Ernst Semmler (1888–1970)
- Georg Siebert (1896–1984)
- Joachim Siegel (1909–1980)
- Kurt Heinz Sieger (1917–2002)
- Werner Sieloff (1998–1974)
- Kurt Sillack (1911–2003)
- Vera Singer (1927–2017)
- Gerald Sippel (* 1945)
- Ingrid Sitte (* 1942), Gebrauchsgrafik
- Willi Sitte (1921–2013)
- Elisabeth Sittig (1899–2001), auch Pädagogin
- Fritz Skade (1898–1971)
- Gottfried Sommer (1935–2024)
- Ilse Spangenberg (1924–2020)
- Hans Spank (1893–1962)
- Annelotte Spieß (1912–2013)
- Hans-Arthur Spieß (1910–1979)
- Meinolf Splett (1911–2009)
- Roland Spörl (1936–1972), insbes. Gebrauchsgrafik
- Fritz Springefeld (1914–2005), insbes. Gebrauchsgrafik
- Gerhard Stauf (1924–1996), Gebrauchsgrafik
- Christine Stäps (* 1940)
- Matthias Steier (* 1959)
- Friedrich Stein (1911–1987)
- Volker Stelzmann (* 1940)
- Gerhard Stengel (1915–2001)
- Oskar Erich Stephan (1919–1989)
- Alfred Stiller (1883–1954), insbes. Gebrauchsgrafik
- Strawalde (* 1931)
- Herbert Strecha (1909–1981)
- Elsa Sturm-Lindner (1916–1988), auch Grafikerin und Pressezeichnerin
- Horst Strempel (1904–1975)
- Kurt W. Streubel (1921–2002)
- Ursula Strozynski (* 1954)
- Heinz Eberhard Strüning (1896–1986)
- Rainer Stuchlik (1929–2006)
- Erika Stürmer-Alex (* 1938)
- Klaus Süß (* 1951)
- Helmut Symmangk (1931–2018)
- Franz Szaroleta (1902–1988), Gebrauchsgrafik
- Heinz Szillat (1912–1999)
- Hans-Peter Szyska (* 1959)

## T
- Gerhard Tag (1921–1997), insbes. Exlibriskünstler
- Willy Tag (1886–1980)
- Ulrich Tarlatt (* 1952)
- Wolfgang Taubert (1905–1990)
- Alfred Teichmann (1903–1980)
- Hans-Gerhard Templin (1936–2022)
- Siegfried Terber (1927–2017)
- Ruth Tesmar (* 1951)
- Heinrich Tessmer (1943–2012)
- Heinz Tetzner (1920–2007)
- Dieter Teuber (1936–1974)
- Kurt Teubner (1903–1990)
- Aini Teufel (1933–2025), insbes. Illustratorin, auch Schriftstellerin
- Hannelore Teutsch (* 1942)
- Johannes Thaut (1921–1987)
- Karl Thewalt (1928–2007), insbes. Gebrauchsgrafik
- Wolfgang Thiel (* 1938)
- Günter Thiele (* 1930)
- Andreas Thieme (* 1956)
- Klaus Thieme (1929–2013), insbes. Gebrauchsgrafik; auch Numismatiker
- Inge Thiess-Böttner (1924–2001)
- Hans Thuma (1889–1968)
- Hans Ticha (* 1940)
- Günter Tiedeken (1932–2019)
- Wolfgang Tietze (* 1954)
- Joachim Tilsch (* 1959)
- Karl Timmler (1906–1996)
- Franz Tippel (1923–2010)
- Klaus Tober (1950–1994)
- Barbara Toch (* 1950)
- Harald Toppel (* 1949)
- Günther Torges (1935–1993)
- Renate Tost (* 1937), Gebrauchsgrafik
- Renate Totzke-Israel (* 1932), Illustratorin
- Volker Träger (* 1936), auch Keramiker
- Manfred Trauzettel (1929–2001)
- Gudrun Trendafilov (1915–1958)
- Hans Joachim Triebsch (* 1955)
- Alfred Tröger (1898–1974)
- Fritz Tröger (1894–1978), Maler und Grafiker
- Gerhard Trost (1935–2013), insbes. Gebrauchsgrafik
- Barbara Tucholke (* 1939)
- Dieter Tucholke (1934–2001)
- Herbert Tucholski (1896–1984)
- Werner Tübke (1929–2004)

## U
- Max Uhlig (* 1937)
- Rudolf Uhlisch (1926–2017), insbes. Gebrauchsgrafik
- Heinrich-Rudolf Ulbricht (1910–1996)
- Brigitte Ullmann (* 1934), insbes. Gebrauchsgrafik und Illustratorin
- Hans Urbatis (1910–1981)
- Rudolf Uttecht (1900–1991)

## V
- Eva Vent (* 1933)
- Hans Vent (1934–2018)
- Erich Venzmer (1893–1975), auch Kunsthistoriker
- Kurt Verch (1893–1985), auch Plastiker
- Franz Vetter (1886–1967)
- Heinz Völkel (1912–1976), Gebrauchsgrafiker und Illustrator
- Joachim Völkner (1949–1986)
- Heidi Vogel (* 1951)
- Heiner Vogel (1925–2014), insbes. Illustrator
- Klaus-Dieter Vogel (1942–2021), Kunstmaler
- Ernst Rudolf Vogenauer (1897–1969), insbes. Gebrauchsgrafik
- Holger Vogt (* 1943)
- Petra Vohland (1953–2017)
- Elisabeth Voigt (1893–1977)
- Gerhard Voigt (1926–2005), Gebrauchsgrafik
- Richard Otto Voigt (1895–1971)
- Rudolf Voigt (1925–2007)
- Werner Voigt (1928–2024)
- Lutz Voigtmann (1941–1997)
- Oswin Volkamer (1930–2016)
- Heinz Völkel (1912–1976), insbes. Gebrauchsgrafik
- Joachim Völkner (1949–1986)
- Steffen Volmer (* 1955), insbes. Illustrator
- Klaus Vonderwerth (1935/36–2016), insbes. Karikaturist
- Gerhard Vontra (1920–2010), insbes. Karikaturist
- Ingeborg Voss (1922–2015), insbes. Gebrauchsgrafik
- Marika Voß (* 1943)

## W
- Andreas Wachter (* 1951)
- Norbert Wagenbrett (* 1954)
- Karl Wagler (1887–1975)
- Hannes H. Wagner (1922–2010)
- Heinz Wagner (1925–2003)
- Johannes Wagner (1914–1980)
- Robert Werner Wagner (1936–2021), auch  Illustrator
- Wilhelm Wagner (1887–1968)
- Christine Wahl (* 1935)
- Frank Wahle (* 1953)
- Hans-Joachim Walch (1927–1991), insbesondere Illustrator und Typograf
- Ursula Walch (* 1929), Illustratorin
- Paul Waligora (1907–1968)
- Ernst Wallenburger (1902–1989)
- Ekkehard Walter (* 1939), Gebrauchsgrafik
- Käte Walter (1898–1974)
- Rolf Walter (* 1942), Gebrauchsgrafik
- Ulla Walter (* 1955)
- Fred Walther (* 1933)
- Jutta Walther-Schönherr (1928–2016)
- Therese Walther-Visino (1898–1981), Naive Malerei
- Kurt Wanski (1922–2012), Art brut
- Falko Warmt (* 1938)
- Erich Warnecke (1904–1961)
- Willi Warschowske (1882–1961)
- Jürgen Weber (* 1936)
- Klaus Weber (1928–2018)
- Lothar Weber (1925–2010)
- Marie Weber (1871–1952)
- Ruth Weber (* 1930), Gebrauchsgrafik, Illustration
- Heima von Wedel (1902–1992)
- Wolff-Ulrich Weder (* 1940), Gebrauchsgrafik
- Matthias Wegehaupt (* 1938), auch Schriftsteller
- Wolfgang Wegener (1933–2002)
- Fred Wehle (1924–2000)
- Ingeborg Wehle (1933–2020)
- Klaus Wehner (1942–1993)
- Dieter M. Weidenbach (* 1945)
- Elfriede Weidenhaus (1931–2023)
- Claus Weidensdorfer (1931–2020)
- Norbert Weinke (1929–1999)
- Erwin Weiß (1899–1979)
- Hans Weiß (1914–1984)
- Peterpaul Weiß (1905–1977), insbes. Gebrauchsgrafik
- Harry Wendisch (* 1935), insbes. Gebrauchsgrafik
- Trak Wendisch (* 1958), auch Bildhauer
- Ursula Wendorff-Weidt (1919–2000)
- Horst Wendt (1933–2013), Gebrauchsgrafik
- Margo Wendt (1907–1978)
- Volker Wendt (1945–2016), insbes. Gebrauchsgrafik
- Jürgen Wenzel (1950–2023)
- Karlheinz Wenzel (* 1932)
- Rolf Werner (1916–1989)
- Rudolf G. Werner (1893–1957)
- Karl Wernicke (1896–1976), insbes. Illustrator
- Gerd Wessel (* 1937), insbes. Cartoonist, auch Architekt
- Carl-Heinz Westenburger (1924–2008)
- Peter Westphal (* 1938)
- Josef Wetzl (1930–2016)
- Hans Wiegandt (1915–2013), insbes. Illustrator
- Gerhard Wienckowski (1935–2011)
- Norbert Wientzkowski (1940–2006), insbes. Gebrauchsgrafik
- Albert Wigand (1890–1978)
- Curt Wild-Wall (1898–1990)
- Peter Wilde (1939–2010), auch Bühnenbildner
- Paul Wilhelm (1886–1965)
- Bernt Wilke (* 1943)
- Peter Willmaser (1941–1989)
- Curt Winkler (1903–1974)
- Fritz Winkler (1894–1964)
- Hans Winkler (1919–2000)
- Erik Magnus Winnertz (1900–1977)
- Rudolf Wiszkowski (* 1928)
- Jürgen Wittdorf (1932–2018)
- Werner Wittig (1930–2013)
- Willy Wittig (1902–1977)
- Klaus Wittkugel (1910–1985)
- Hubert Wittmann (1923–2021)
- Heinrich Witz (1924–1997)
- Georgios Wlachopulos (1939–2024)
- Heinz Wodzicka (1930–2022)
- Herbert Wohlert (1928–2019), Gebrauchsgrafik, Illustration
- Karla Woisnitza (* 1952)
- Elisabeth Wolf (1873–1964)
- Ruth Wolf-Rehfeldt (1932–2024), insbes. Typewriting
- Günter Wolff (1927–1988), Gebrauchsgrafik
- Willy Wolff (1905–1985)
- Alexander Wolfgang (1894–1970)
- Inge Wolfram (* 1949)
- Winfried Wolk (* 1941)
- Walter Womacka (1925–2010)
- Sepp Womser (1931–2007)
- Kurt Wünsche (1902–1994)
- Rudi Wünsche (1925–2015)
- Wolfgang Würfel (1932–2025), insbes. Illustrator
- Dorothea Wüsten (1893–1974), auch Keramikerin
- Gert Wunderlich, (1933–2023), insbes. Gebrauchsgrafik
- Inge Wunderlich (1933–2017)
- Sonja Wunderlich (* 1935), Gebrauchsgrafik
- Axel Wunsch (* 1941)
- Rolf Wurzer (1951–1984)

## Y
- Hael Yggs (* 1956)

## Z
- Heinz Zander (1939–2024)
- Franz Zauleck (* 1950), Illustrator, auch Bühnenbildner und Schriftsteller
- Gottfried Zawadzki (1922–2016)
- Magnus Zeller (1888–1972)
- Alfred Zenichowski (* 1942)
- Baldwin Zettl (* 1943)
- Horst Zickelbein (1926–2024)
- Reiner Zieger (* 1939), Gebrauchsgrafiker und Illustrator
- Doris Ziegler (* 1949)
- Thomas Ziegler (1947–2014)
- Ottfried Zielke (1936–2016), Illustrator
- Hilmar Zill (1944–2022), Gebrauchsgrafiker
- Rainer Zille (1945–2005)
- Elisabeth Zillich (1904–1968), auch Keramikerin
- Dieter Zimmermann (* 1938), auch Grafiker
- Ino Zimmermann (* 1925)
- Kurt Zimmermann (1913–1976), Gebrauchsgrafiker und Illustrator
- Paul Zimmermann (1920–2017)
- Egon Zimpel (1943–2022), auch Gebrauchsgrafiker
- Armin Zoll (1934), Gebrauchsgrafiker
- Irmgard Zoll (* 1938), insbes. Illustratorin
- Gertrud Zscheked (1886–1970)
- Richard Zscheked (1885–1954)
- Walter Zschunke (1932–2010), auch Grafiker, später Verbandsfunktionär
- Klaus Zürner (1932–2010)
- Renate Zürner (1930–2014), auch Buchillustratorin